# Дег-хитан (народ)
Дег-хитан (дег-хитан: Deg Xit’an; англ. Deg Hit'an, рус. ингалики) — коренной народ Аляски из атабаскской этнолингвистической группы. Проживают в городах Анвик (102 жителя), Холи-Кросс (232 жителя) и Шагелук (145 жителя), ниже города Грейлинг (204 жителя), на реке Юкон. Общая численность 275 человек, 40 из которых говорят на родном языке.
Их соседи — другие индейцы атабаски и юпики: юпики центральной Аляски (запад и юг), холикачук (запад и север), танаина (юг), горные кускоквимы (север и восток).
В начале 1900-х годов в регионе реки Инноко вспыхнула эпидемия, вынудившая людей переместить деревни в другие районы.

## Этнонимы и язык
Самоназвание индейцев дег-хитан Deg Xit’an переводится как «местные люди». Этноним юпиков «ингалик» (рус. инкалиты) означает «гнидые», «вшивые».

Мы их прозвали так, потому что они не стригут волос.
Родной язык дег-хитан (Deg Xinag — «местный язык») причисляется к вымирающим. В трёх деревнях на западе ок. 20 человек владеют родным языком. Из 275 человек 40 говорят на родном языке. В 1987 году Belle Deacon выпустила сборник народных сказок (Engithidong Xugixudhoy) на языке дег-хитан с переводом на английский язык.

## История
Первым ингаликам встретился штурман И. Ф. Васильев, посланный правителем колонии П. Е. Чистяковым для обследования области, лежащей между Александровским редутом (в Бристольском заливе) и заливом Нортон. В 1830 г. Васильев по р. Хулитне спустился до р. Кускоквима и по ней — до устья. Записки Васильева не были опубликованы, но его материалами пользовались Ф. Врангель и Л. Загоскин. Краткие заметки об ингаликах района р. Аннина оставил в своих дневниковых записях и креол Андрей Глазунов, в 1835 г. искавший путь через Юкон (Квихпак) и Кускоквим к Кенайскому заливу.

## Культура

### Одежда
Врангель Ф. П. описывает мужчин крупными, смуглыми с жёсткими волосами. Они носят преимущественно одежду из кожи речных бобров: парки, штаны, шапки, рукавицы, торбасы, также одеяла. В сырую погоду надевают они камлеи и верхние торбасы из рыбьей кожи.
Женщины носят длинные волосы в две косы, куда вплетают цветной бисер, а по подбородку проводят две синие линии. Парки для женщин шьются из меха соболя, выхухоли и зайца.

### Быт
Домашняя посуда деревянная, гнутая и выкрашена глиной в красный, зелёный и голубой цвета. Пищу варят в глиняных горшках. Летом плавают по рекам и озёрам в берестяных челноках, a зимою ездят на нартах, запряжённых собаками.

Всё же, эти люди, которые когда-то жили так близко к земле, умны, со своим взглядом, живописной концепцией Вселенной и анимизмом, чьё описание займёт большой объём.